# Гарес (Белуно)
Гарес (итал. Gares) је насеље у Италији у округу Белуно, региону Венето.
Према процени из 2011. у насељу је живело 46 становника. Насеље се налази на надморској висини од 1384 м.